# Hashirajima
Hashirajima (柱島?) es una isla localizada al sur de la bahía de Hiroshima en el mar Interior de Seto, prefectura de Yamaguchi, Japón. Ubicada a 26 kilómetros al sureste de Iwakuni, forma parte de las Islas Kutsuna en las islas Bōyo.
El punto más alto de la isla es el monte Kinzō con una elevación de 290 metros. Las principales actividades económicas de la isla consisten en la pesca y el cultivo de hortalizas y cítricos. Hashirajima está conectado al puerto de Iwakuni de lunes a sábado por un transbordador de alta velocidad.
La isla es más conocida por su participación en la Segunda Guerra Mundial. Se encuentra a 30 km al sur de la base naval de Kure, por lo que buques de guerra de la Armada Imperial Japonesa que no necesitaban reparaciones se anclaban a Hashirajima y también se utilizaba como zona de prueban antes de la salida de la flota.
- Datos: Q2407298
- Multimedia: Hashirajima (Yamaguchi) / Q2407298